# Dankeskirche (Hamburg-Rahlstedt)

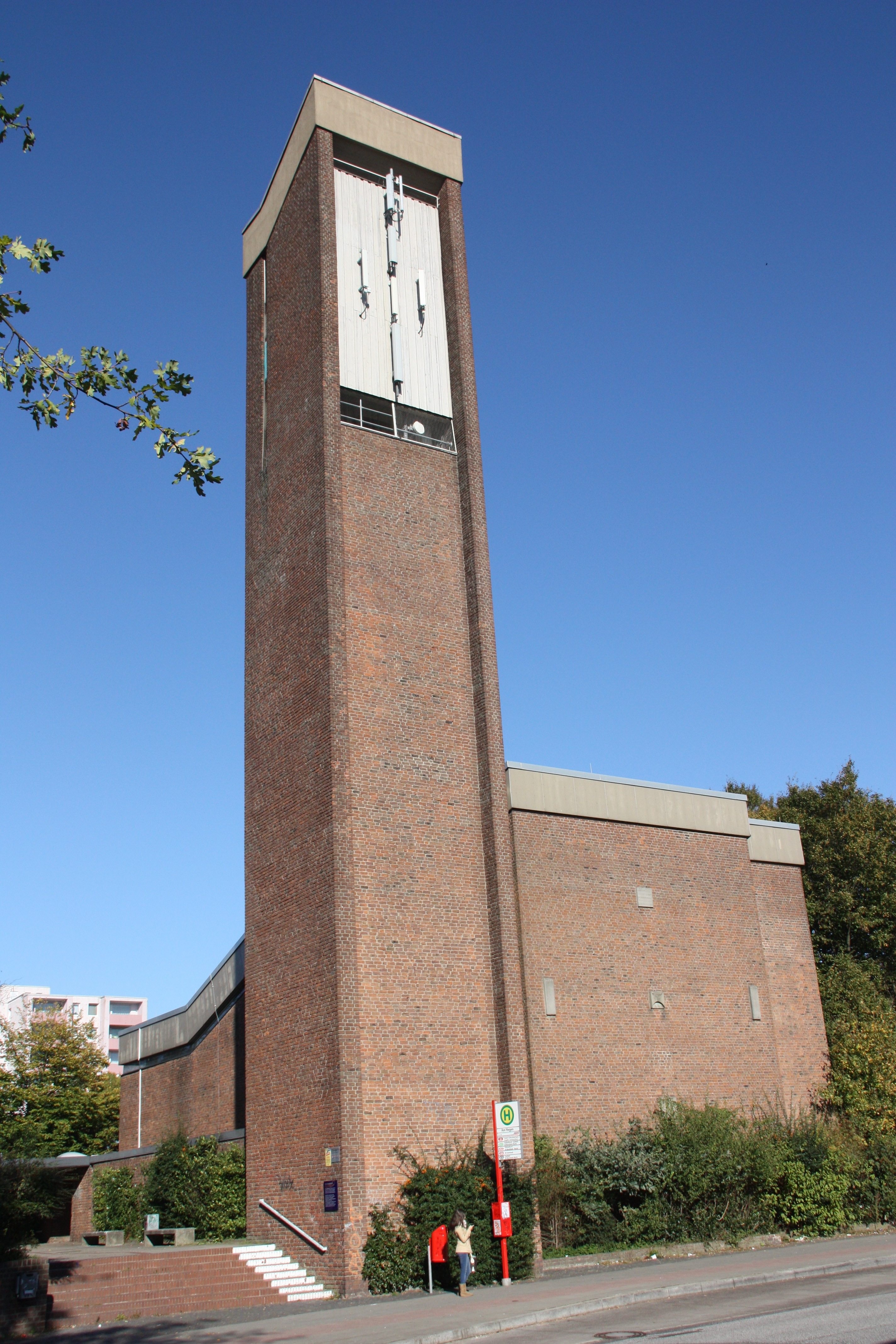
Ansicht von der Kielkoppelstraße

Die evangelisch-lutherische Dankeskirche im Ortsteil Rahlstedt-Ost des Hamburger Stadtteils Rahlstedt liegt direkt im Zentrum des Ortsteils an der Kielkoppelstraße. Das Gebäude steht seit der Neufassung des Hamburger Denkmalschutzgesetzes im Jahre 2013 unter Denkmalschutz.

## Bau und Geschichte
Die am 3. Dezember 1967 eingeweihte Dankeskirche mit dem baulich verbundenen Gemeindezentrum liegt im Zentrum des von 1960 bis 1966 von Ernst May geplanten Neubaugebietes Rahlstedt-Ost. Der gesamte Komplex mit der Kirche, zwei Pastoraten, einem Mitarbeiterhaus, Kindergarten und Gemeindehaus wurde von Friedhelm Grundmann in einem einheitlichen Stil konzipiert. Der Turm der Kirche ist vom Hauptgebäude getrennt und ein wenig in Richtung der Straße vorgezogen. Das Hauptgebäude ist durch sein einzelnes Nebenschiff asymmetrisch gestaltet.
Als der Kirchenkreis Storman den Kirchengemeinden Ende 2003 ankündigte, dass die Finanzzuweisungen für 2004 um etwa 40 % zurückgehen würden, handelte der Kirchenvorstand schnell und entschlossen so: Die Mitarbeitendenstellen und der Gebäudebestand werden um je 50 % reduziert.
Die Dankeskirche mit ihren Pastoraten und dem Gemeindehaus sollten geschlossen werden. Es gründete sich ein Förderverein, der in den folgenden Jahren mit erheblichen Summen die Gemeinde unterstützte. Dadurch konnte letztlich die Dankeskirche bis heute für die Gemeinde erhalten werden. Nach und nach wurden die Pastorate abgegeben, die Kindertagesstätte zog ins Gemeindehaus. 2018 gelang es, im Rahmen der Stadtentwicklung die Dankeskirche zur Kulturkirche zu machen. Verschiedene Umbaumaßnahmen konnten durch staatliche Förderung, durch den Förderverein und die Gemeinde, sowie durch die Aktion Mensch finanziert werden.

## Innenausstattung
Im schlicht gehaltenen Kirchenraum wurden als Materialien Sichtbeton, Holz und Bronze eingesetzt. Die Prinzipalstücke (Altar, Kanzel und Taufbecken) wurden von H. W. Peters gestaltet. Dabei beherrscht das Stahlkreuz den Raum, seine Verankerungspunkte sind auf der Außenseite abgebildet. Die Beleuchtung mit Tageslicht erfolgt über ein einzelnes schmales direkt unter der Decke angeordnetes Fensterband.

## Orgel
Die 1971 eingeweihte Orgel aus der Fertigung von Orgelbau E. F. Walcker & Cie. besitzt folgende Disposition:
| I Hauptwerk C |           |    |
| 1.            | Prinzipal | 8′ |
| 2.            | Rohrflöte | 8′ |
| 3.            | Oktave    | 4′ |
| 4.            | Gemshorn  | 2′ |
| 5.            | Mixtur IV |    |

| II Schwellwerk C– |                |      |
| 6.                | Gedackt        | 8′   |
| 7.                | Blockflöte     | 4′   |
| 8.                | Prinzipal      | 2′   |
| 9.                | Sifflöte       | 1/3′ |
| 10.               | Scharff III–IV |      |
| 11.               | Krummhorn      | 8′   |
|                   | Tremulant      |      |

| Pedal C– |             |     |
| 12.      | Subbaß      | 16′ |
| 13.      | Offenbaß    | 8′  |
| 14.      | Gedackt     | 8′  |
| 15.      | Choralflöte | 4′  |
| 16.      | Fagott      | 16′ |

- 3 Normalkoppeln: II/I, I/P, II/P

## Glocken
Im Turm hängen drei Glocken.
| Nr. | Schlagton | Gießer, Gussort                   | Gussjahr |
| --- | --------- | --------------------------------- | -------- |
| 1   | gis1      | Gebr. Bachert, Bad Friedrichshall | 1969     |
| 2   | cis2      | Gebr. Bachert, Bad Friedrichshall | 1969     |
| 3   | e2        | Gebr. Bachert, Bad Friedrichshall | 1969     |

## Fotografien und Karte
Koordinaten: 53° 35′ 21,5″ N, 10° 10′ 49,6″ O

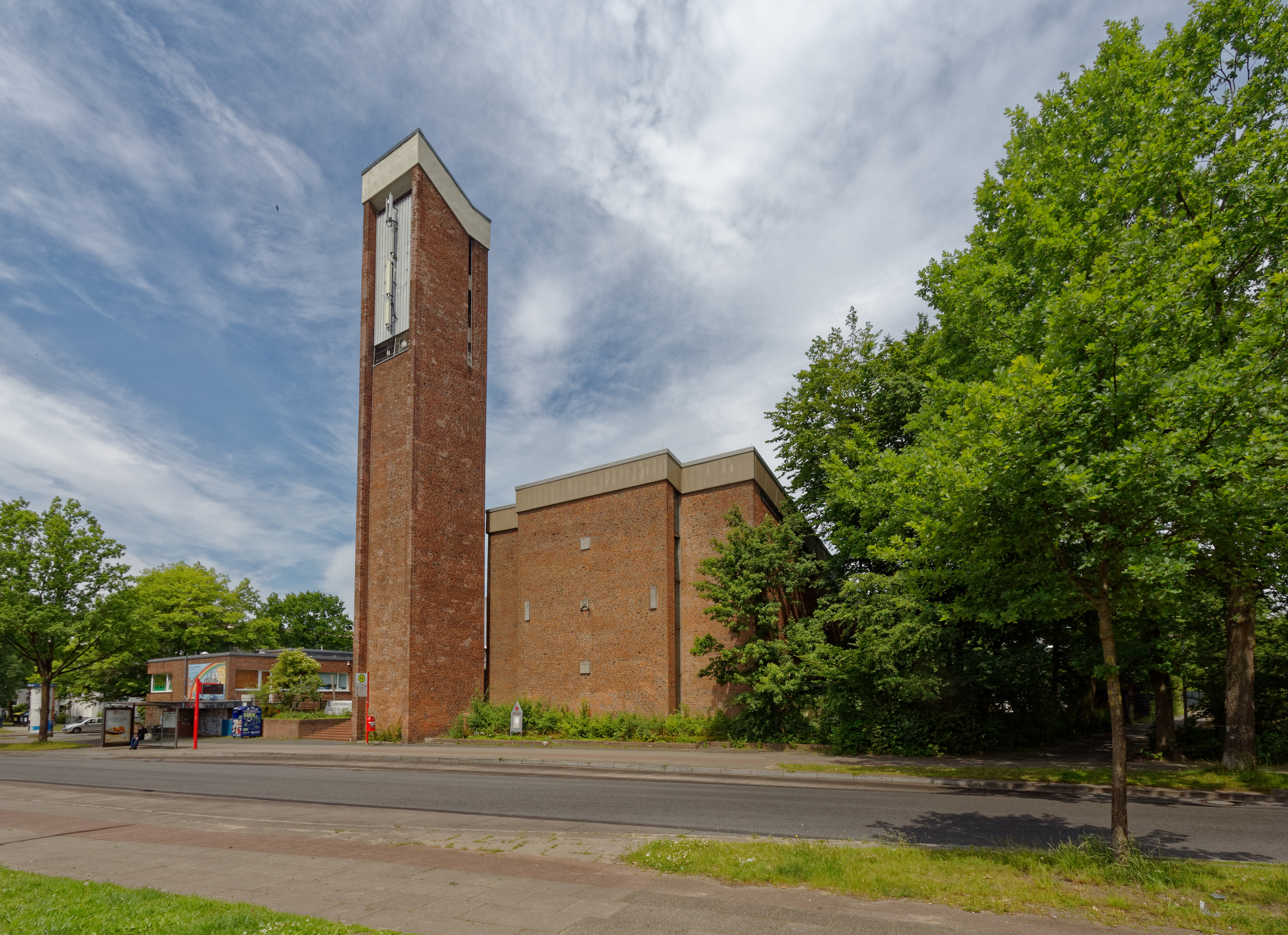
Gesamtansicht mit Fassade des Kirchenschiffes
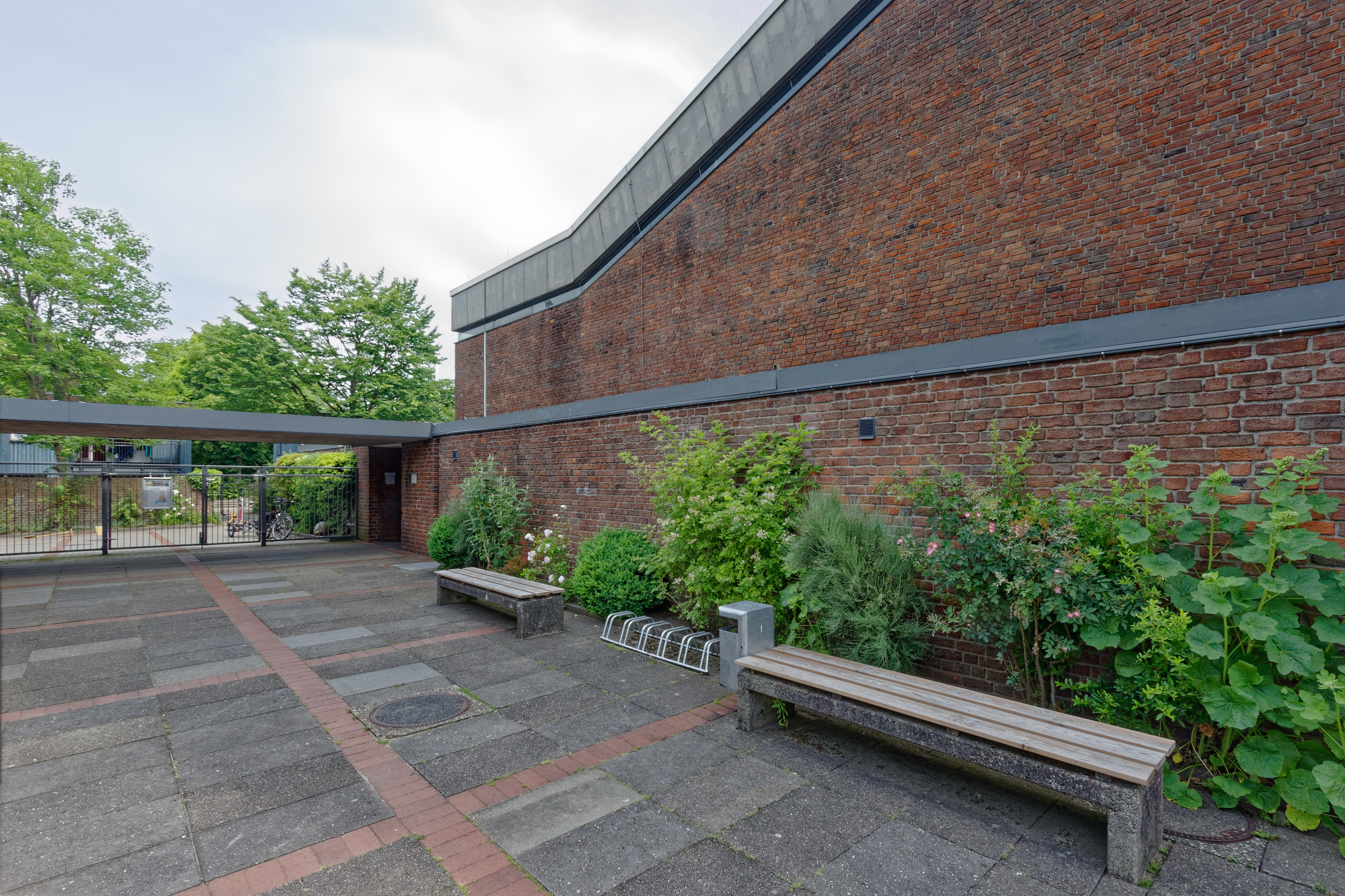
Eingangsbereich zwischen Kirche und Gemeindezentrum
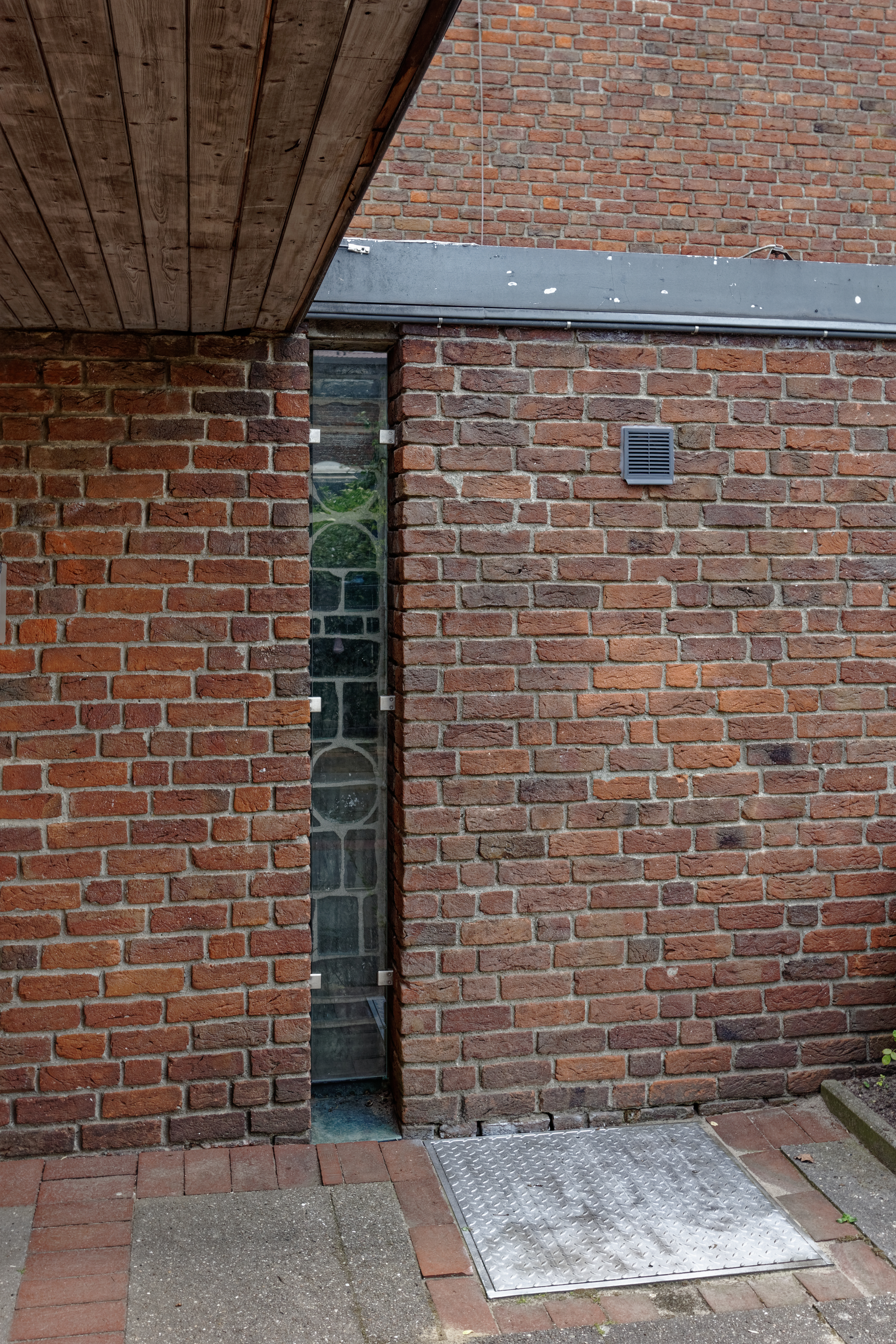
Fensterband neben der Eingangstür
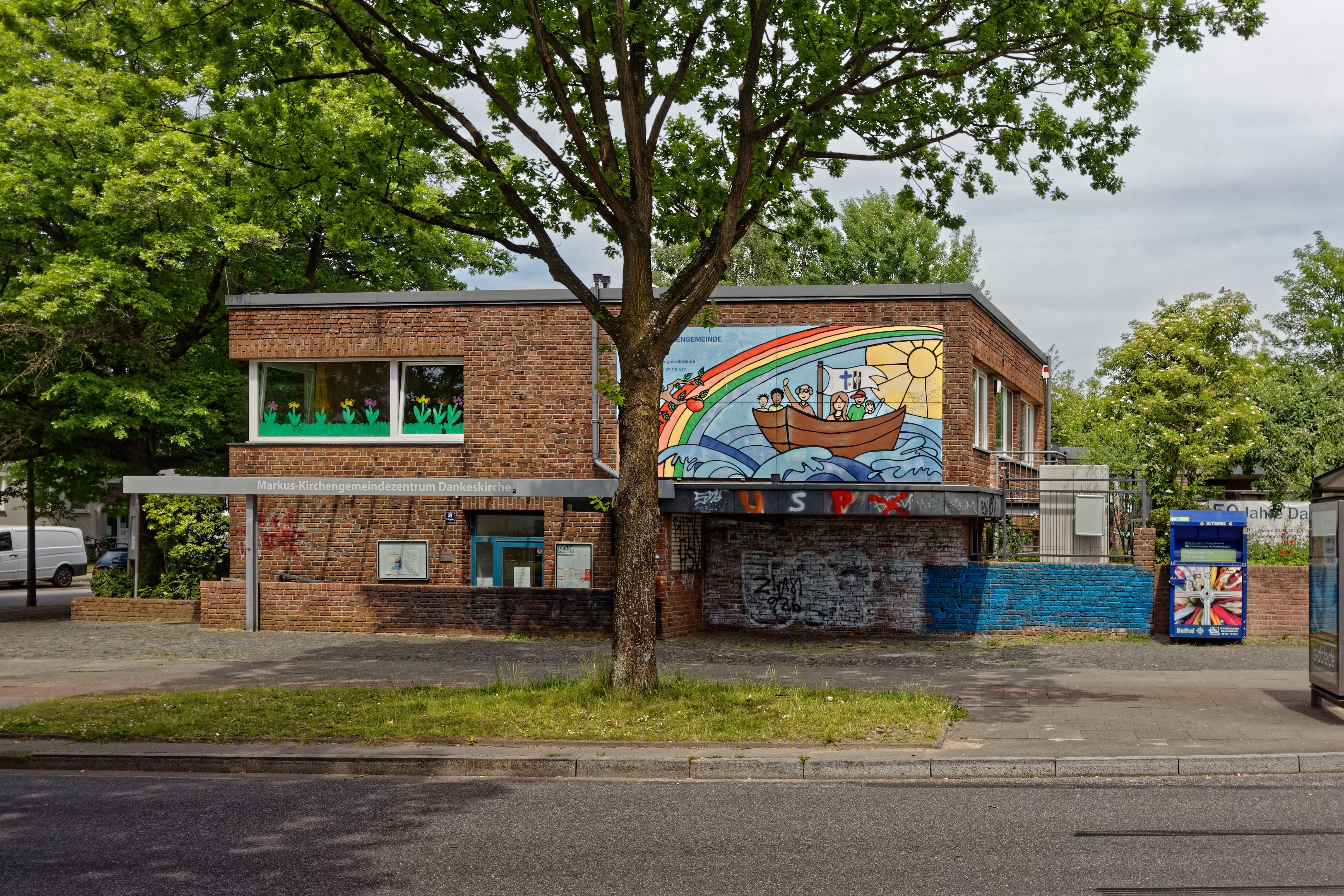
Gemeindezentrum